# Marko Demantowsky

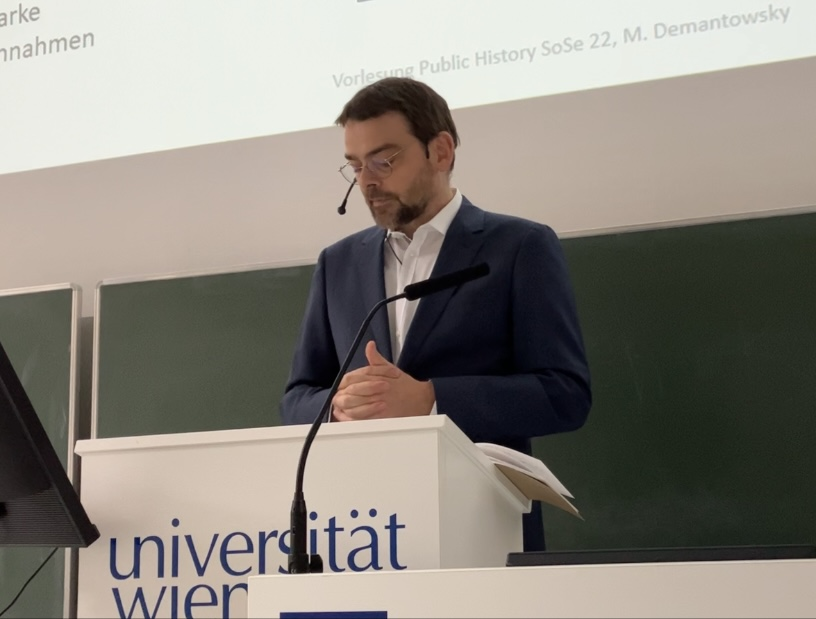
Marko Demantowsky bei der Überblicksvorlesung Public History, Universität Wien, Juni 2022

Marko Demantowsky (* 1970 in Leipzig) ist ein deutscher Historiker.

## Leben
Marko Demantowsky ist in Delitzsch aufgewachsen, wo er 1989 am Christian-Gottfried-Ehrenberg-Gymnasium (seinerzeit EOS) sein Abitur erlangte. Nach Grundwehrdienst und Qualifikationen als Tankwart und Filmvorführer studierte er u. a. die Fächer Indologie, Religionswissenschaften, Philosophie und Geschichte v. a. an der Universität Leipzig und erhielt dort anschließend ein Fakultätspromotionsstipendium. Seit dem Jahr 2000 war er wissenschaftlicher Mitarbeiter an den Universitäten Dortmund und Münster und schloss seine Lehrerausbildung am Westfalen-Kolleg Dortmund 2005 mit dem Zweiten Staatsexamen ab.
In den Jahren 2006 bis 2012 war er als Juniorprofessor an der Ruhr-Universität Bochum sowie als Vertretungsprofessor an den Universitäten Jena und Siegen tätig. Von 2012 bis 2021 war er Professor für Neuere/Neueste Geschichte und ihre Didaktik an der Pädagogischen Hochschule FHNW (Schweiz) und seit 2015 an der Universität Basel. Marko Demantowsky ist seit 2021 Universitätsprofessor für Public History am Fakultätszentrum für transdisziplinäre historisch-kulturwissenschaftliche Studien der Universität Wien.
Seine aktuellen Forschungsschwerpunkte bilden die „Praktiken an österreichischen Erinnerungsorten nationaler Relevanz“, die „digitale Transformation historiographischer und geschichtskultureller Praxis“ sowie die „Geschichte und Theorie öffentlicher Geschichte im europäischen 18. Jahrhundert“. Er ist u. a. Herausgeber der mehrsprachigen Schriftenreihen Vienna Public History Lectures und (gemeinsam mit Noémie Étienne) von Traces. Public History and Heritage Studies.
Neben der akademischen steht auch eine publizistische Tätigkeit.
Marko Demantowsky ist Gründer und war geschäftsführender Herausgeber der Zeitschrift Public History Weekly (2013–23), ist Mitglied des Scientific Board von DARIAH-EU (seit 2022) und diverser anderer akademischer Gremien. 2023/24 war er Sprecher und Mitgründer  des deutsch/österreichisch/schweizerischen Fachverbandes für Public-History-Forschung (phfv). Er bloggt privat unter meine paralipomena.

## Schriften (Auswahl)
- DDR-Geschichtspropagandisten. Berufsbiographische Interviews (1997–2001). De Gruyter Oldenbourg. Berlin/München/Boston 2023 (mit Carina Siegl), ISBN 978-3-11-078772-6.
- Was macht die Digitalisierung mit den Hochschulen. Hg. zusammen mit Gerhard Lauer, Bert te Wildt, Robin Schmidt. De Gruyter Oldenbourg. Berlin 2020, ISBN 978-3-11-067322-7.
- Public History and School. International Perspectives. De Gruyter, Berlin/Boston 2018, ed., ISBN 978-3-11-046368-2.
- Geschichte lernen im digitalen Wandel. De Gruyter Oldenbourg, Berlin/München/Boston 2015, hrsg. mit Christoph Pallaske, ISBN 978-3-486-76136-8.
- Geschichtslernen in biographischer Perspektive. Nachhaltigkeit – Entwicklung – Generationendifferenz. Vandenhoeck&Ruprecht, Göttingen 2014 (hrsg. mit Michael Sauer u. a.), ISBN 978-3-8471-0309-7.
- Forschungsmethoden und Forschungsstand in den Didaktiken der kulturwissenschaftlichen Fächer. Projektverlag, Bochum/Freiburg Br. 2013 (hrsg. mit Bettina Zurstrassen), ISBN 978-3-89733-318-5.
- Zur Professionalisierung von Geschichtslehrerinnen und Geschichtslehrern – nationale und internationale Perspektiven. Vandenhoeck&Ruprecht, Göttingen 2013 (hrsg. mit Susanne Popp u. a.), ISBN 978-3-8471-0087-4.
- Selbstdeutung und Fremdkonzept. Die Didaktiken der kulturwissenschaftlichen Fächer im Gespräch. Projektverlag, Bochum/Freiburg Br. 2011 (hrsg. mit Volker Steenblock), ISBN 978-3-89733-241-6.
- Zeitgeschichte – Medien – Historische Bildung. Vandenhoeck&Ruprecht, Göttingen 2010 (hrsg. mit Susanne Popp u. a.), ISBN 978-3-86234-653-0.
- August Ludwig von Schlözer, Vorbereitung zur Weltgeschichte für Kinder. Ein Buch für Kinderlehrer. Mit einem Nachwort von Horst Walter Blanke. Vandenhoeck&Ruprecht, Göttingen 2011 (mit Susanne Popp), ISBN 978-3-525-35844-3.
- Neue geschichtsdidaktischen Positionen. Projektverlag, Bochum/Freiburg Br. 2002 (hrsg. mit Bernd Schönemann), ISBN 978-3-89733-080-1.
- Philosophieren auf dem zweiten Bildungsweg. Texte für den Unterricht. Dortmund 2006 (hrsg. mit Hans-H. Hücking und Björn Kian), ISBN 978-3-00-018238-9.
- Zeitgeschichte und Geschichtsdidaktik. Schnittmengen – Problemhorizonte – Lernpotential. Projektverlag, Bochum/Freiburg Br. 2004 (hrsg. mit Bernd Schönemann), ISBN 978-3-89733-107-5.
- Die Geschichtsmethodik in der SBZ und DDR – ihre konzeptuelle, institutionelle und personelle Konstituierung als akademische Disziplin 1945–1970. Schulz-Kirchner, Idstein/Ts. 2003, ISBN 978-3-8248-0370-5.
- Das Geschichtsbewußtsein in der SBZ und DDR. Historisch-didaktisches Denken und sein geistiges Bezugsfeld unter besonderer Berücksichtigung der Sowjetpädagogik (1946–1973). Bibliographie und Bestandsverzeichnis. Bibliothek für Bildungsgeschichtliche Forschung, Berlin 2000, ISBN 978-3-88494-208-6.
- Geschichtspropaganda und Aktivistenbewegung in der SBZ und frühen DDR. Eine Fallstudie. Lit-Verlag, Berlin 2000, ISBN 978-3-8258-5091-3.